# St. Vincent and The Grenadines Football Federation
Die St. Vincent and The Grenadines Football Federation ist der im Jahr 1979 gegründete nationale Fußballverband von St. Vincent und die Grenadinen. Der Verband organisiert die Spiele der Fußballnationalmannschaft und ist seit 1986 Mitglied im Kontinentalverband CONCACAF sowie seit 1988 Mitglied im Weltverband FIFA.

## Erfolge
- Fußball-Weltmeisterschaft

Teilnahmen: Keine
- CONCACAF Gold Cup

Teilnahmen: 1996